# 恩平湖站
恩平湖站是郑州地铁城郊线的地铁车站，位于中华人民共和国河南省郑州市航空港区（行政区划属中牟县）鄱阳湖路和雍州路交叉口南侧，于2017年1月12日启用。
目前城郊線与2号线实行直通运营，并开行大小交路列车，小交路从贾河站运行至南四环站折返，只有往返贾河站和郑州航空港站的大交路車途經本站。

## 車站結構

### 车站楼层
恩平湖站的主体结构位于雍州路地下，呈南北走向，为地下二层车站，B1层为站厅层，B2层为站台层。
| 1F  | 地面     | 所有出入口                                       | 所有出入口                                       | 所有出入口                                       |
| B1F | 站厅     | 客服中心、自动售票机、行李检查、闸机、车站控制室 | 客服中心、自动售票机、行李检查、闸机、车站控制室 | 客服中心、自动售票机、行李检查、闸机、车站控制室 |
| B2F | █ 城郊线 | 往南四环/2号线贾河 （兰河公园）                  | 往南四环/2号线贾河 （兰河公园）                  | 往南四环/2号线贾河 （兰河公园）                  |
| B2F | 岛式站台 | 卫生间                                           | 至站厅                                           |                                                  |
| B2F | █ 城郊线 | 往郑州航空港站 （综合保税区）                    | 往郑州航空港站 （综合保税区）                    | 往郑州航空港站 （综合保税区）                    |

### 站厅
恩平湖站的站厅位于B1层，设有客服中心、自动售票机、行李检查等设施。站厅由闸机和栏杆分隔为付费区和非付费区，付费区内设有自动扶梯、步梯和无障碍电梯连接站台。

### 站台
恩平湖站设一座岛式站台，位于B2层，安装有高站台门。站台呈南北向，东侧站台面由城郊线往南四环/2号线贾河方向的列车使用，西侧站台面由城郊线往郑州航空港站方向的列车使用。站台北端设有卫生间。

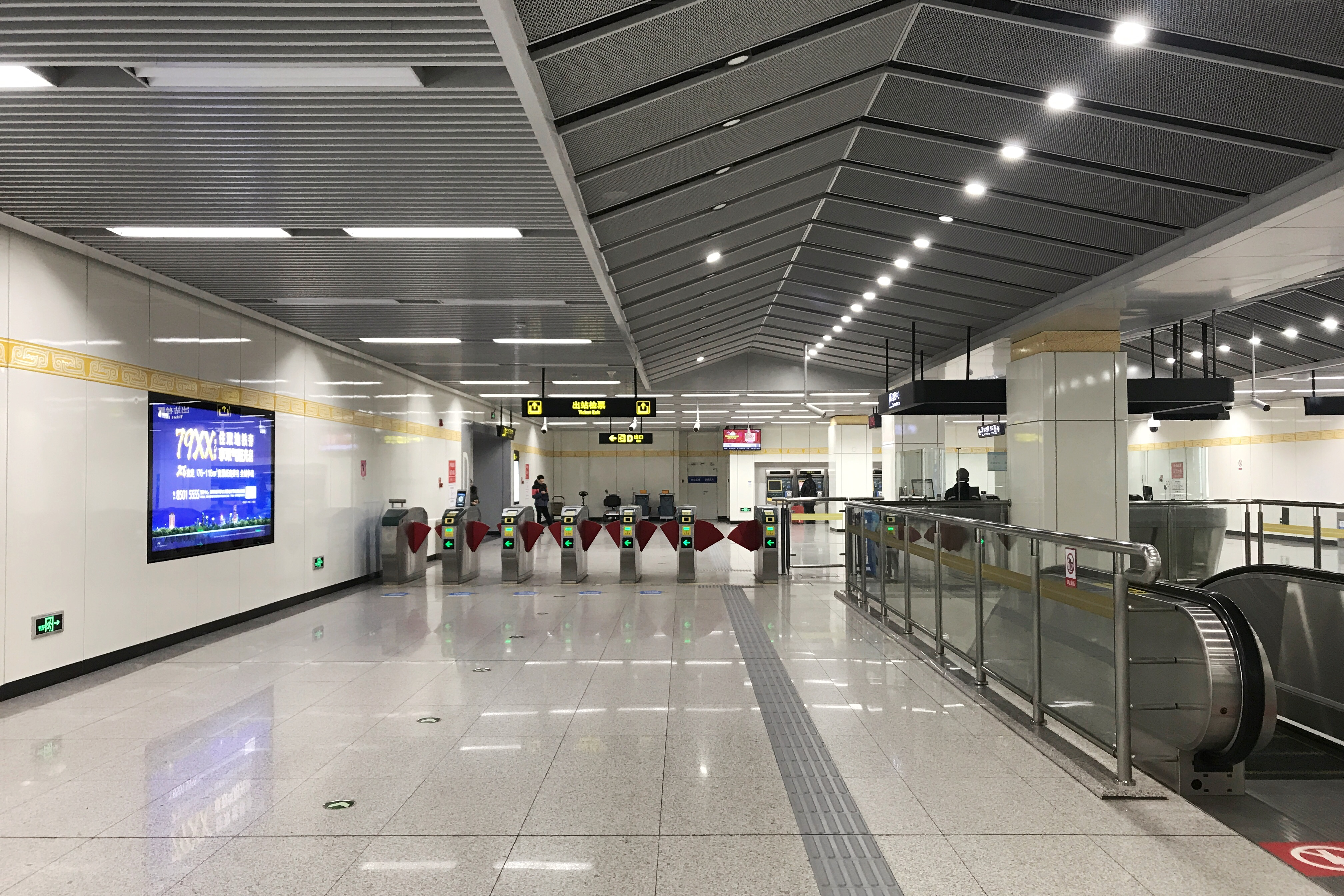
站厅
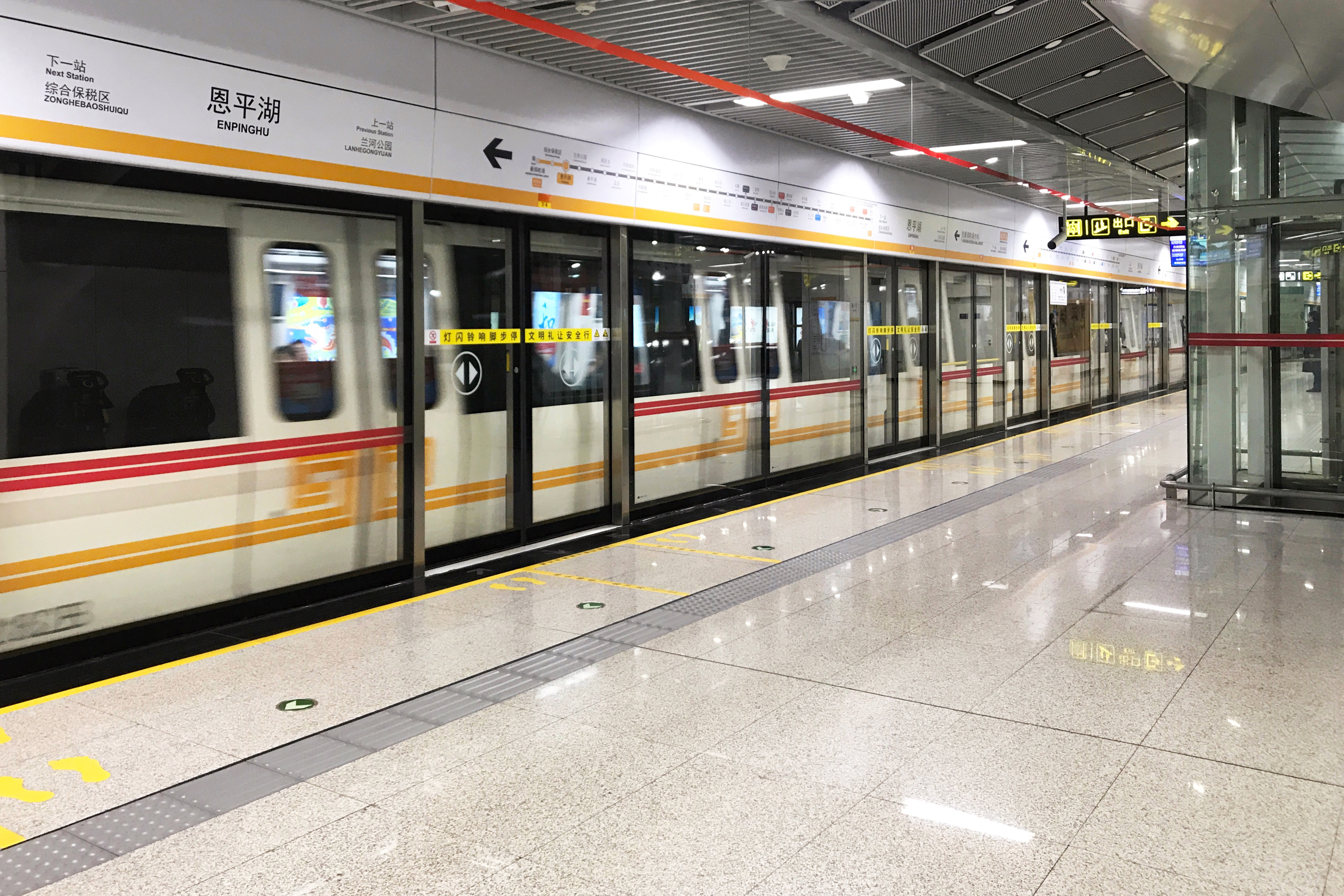
站台
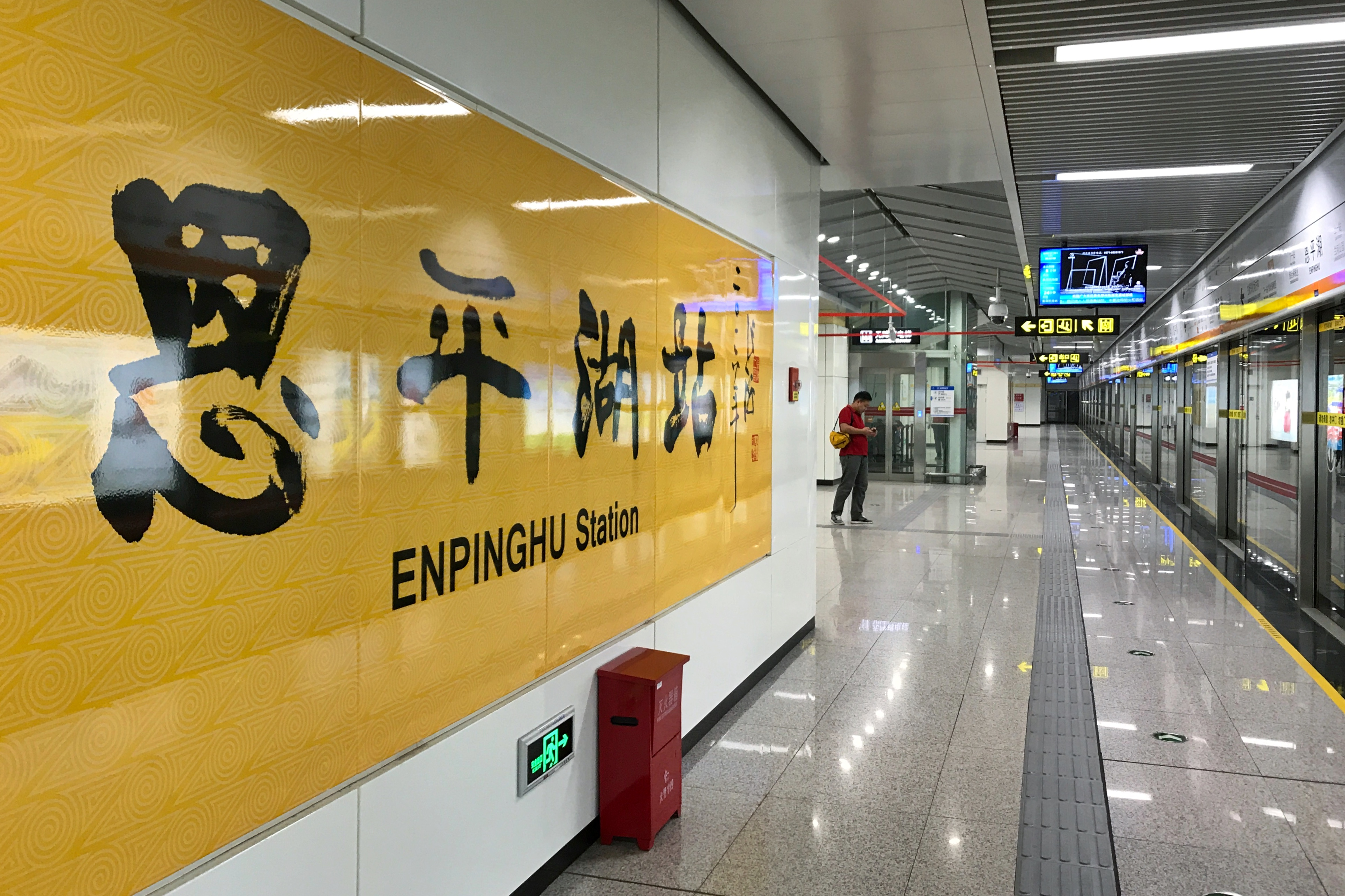
站台上的站名大字壁

### 出入口
恩平湖站现开通A、B、C、D共4个出入口，连接地面和站厅的非付费区。其中A、B口位于雍州路东侧，C、D口位于雍州路西侧，C口设有无障碍电梯。
该站各出入口的信息如下表所示。
| 雍州路鄱阳湖路 | 雍州路鄱阳湖路                 | 雍州路鄱阳湖路 | 雍州路鄱阳湖路   | 雍州路鄱阳湖路 |
| 编号           | 路线                           | 路线           | 路线             | 备注           |
| -------------- | ------------------------------ | -------------- | ---------------- | -------------- |
| 611            | 桥航路长安路                   | ⇆              | 机场T2航站楼     |                |
| 627            | 凌烟街慈航路                   | ⇆              | 综保区海关       |                |
| 628            | 港区客运站                     | ⇆              | 洞庭湖路滨河西路 |                |
| 651            | 雍州路始祖路（富士康招募中心） | ⇆              | 张庄办事处       |                |
| Y636           | 洞庭湖路滨河西路               | ⇆              | 机场T2航站楼     | 夜间服务       |

| 雍州路鄱阳湖路 | 雍州路鄱阳湖路   | 雍州路鄱阳湖路 | 雍州路鄱阳湖路   | 雍州路鄱阳湖路 |
| 编号           | 路线             | 路线           | 路线             | 备注           |
| -------------- | ---------------- | -------------- | ---------------- | -------------- |
| 611            | 桥航路长安路     | ⇆              | 机场T2航站楼     |                |
| 627            | 凌烟街慈航路     | ⇆              | 综保区海关       |                |
| 628            | 港区客运站       | ⇆              | 洞庭湖路滨河西路 |                |
| Y636           | 洞庭湖路滨河西路 | ⇆              | 机场T2航站楼     | 夜间服务       |

## 歷史
2017年1月12日，本站随鄭州地鐵城郊線（南四環 - 新鄭機場段）開通運營。